# NGC 97
NGC 97 (również PGC 1442 lub UGC 216) – galaktyka eliptyczna (E), znajdująca się w gwiazdozbiorze Andromedy. Odkrył ją John Herschel 16 września 1828 roku.